# 미크로네시아 연방 축구 국가대표팀
미크로네시아 연방 축구 국가대표팀은 미크로네시아 연방을 대표하는 축구 국가대표팀으로 FIFA와 오세아니아 축구 연맹 회원국이 아니기 때문에 FIFA 월드컵이나 OFC 네이션스컵에는 참가할 수 없다.

## 개요
대회 출전 경험이 없는 국가이다.

## 월드컵 기록
| 연도   | 라운드   | 순위     | 경기     | 승       | 무*      | 패       | 득점     | 실점     |
| ------ | -------- | -------- | -------- | -------- | -------- | -------- | -------- | -------- |
| 1930년 | 비회원국 | 비회원국 | 비회원국 | 비회원국 | 비회원국 | 비회원국 | 비회원국 | 비회원국 |
| 1934년 | 비회원국 | 비회원국 | 비회원국 | 비회원국 | 비회원국 | 비회원국 | 비회원국 | 비회원국 |
| 1938년 | 비회원국 | 비회원국 | 비회원국 | 비회원국 | 비회원국 | 비회원국 | 비회원국 | 비회원국 |
| 1950년 | 비회원국 | 비회원국 | 비회원국 | 비회원국 | 비회원국 | 비회원국 | 비회원국 | 비회원국 |
| 1954년 | 비회원국 | 비회원국 | 비회원국 | 비회원국 | 비회원국 | 비회원국 | 비회원국 | 비회원국 |
| 1958년 | 비회원국 | 비회원국 | 비회원국 | 비회원국 | 비회원국 | 비회원국 | 비회원국 | 비회원국 |
| 1962년 | 비회원국 | 비회원국 | 비회원국 | 비회원국 | 비회원국 | 비회원국 | 비회원국 | 비회원국 |
| 1966년 | 비회원국 | 비회원국 | 비회원국 | 비회원국 | 비회원국 | 비회원국 | 비회원국 | 비회원국 |
| 1970년 | 비회원국 | 비회원국 | 비회원국 | 비회원국 | 비회원국 | 비회원국 | 비회원국 | 비회원국 |
| 1974년 | 비회원국 | 비회원국 | 비회원국 | 비회원국 | 비회원국 | 비회원국 | 비회원국 | 비회원국 |
| 1978년 | 비회원국 | 비회원국 | 비회원국 | 비회원국 | 비회원국 | 비회원국 | 비회원국 | 비회원국 |
| 1982년 | 비회원국 | 비회원국 | 비회원국 | 비회원국 | 비회원국 | 비회원국 | 비회원국 | 비회원국 |
| 1986년 | 비회원국 | 비회원국 | 비회원국 | 비회원국 | 비회원국 | 비회원국 | 비회원국 | 비회원국 |
| 1990년 | 비회원국 | 비회원국 | 비회원국 | 비회원국 | 비회원국 | 비회원국 | 비회원국 | 비회원국 |
| 1994년 | 비회원국 | 비회원국 | 비회원국 | 비회원국 | 비회원국 | 비회원국 | 비회원국 | 비회원국 |
| 1998년 | 비회원국 | 비회원국 | 비회원국 | 비회원국 | 비회원국 | 비회원국 | 비회원국 | 비회원국 |
| 2002년 | 비회원국 | 비회원국 | 비회원국 | 비회원국 | 비회원국 | 비회원국 | 비회원국 | 비회원국 |
| 2006년 | 비회원국 | 비회원국 | 비회원국 | 비회원국 | 비회원국 | 비회원국 | 비회원국 | 비회원국 |
| 2010년 | 비회원국 | 비회원국 | 비회원국 | 비회원국 | 비회원국 | 비회원국 | 비회원국 | 비회원국 |
| 2014년 | 비회원국 | 비회원국 | 비회원국 | 비회원국 | 비회원국 | 비회원국 | 비회원국 | 비회원국 |
| 2018년 | 비회원국 | 비회원국 | 비회원국 | 비회원국 | 비회원국 | 비회원국 | 비회원국 | 비회원국 |